# Albert Ramos-Viñolas
Ramos  Viñolas est un nom espagnol. Le premier nom de famille, en général paternel, est Ramos ; le second, en général maternel, souvent omis, est Viñolas.
Albert Ramos Viñolas, né le 17 janvier 1988 à Barcelone, est un joueur de tennis espagnol, professionnel depuis 2007. Spécialiste de la terre battue ayant passé la barre des 200 matches remportés sur la surface, il compte quatre titres ATP à son palmarès, tous acquis sur l'argile, au tournoi de Suède 2016, au tournoi de Gstaad 2019, au Millenium Tournoi d'Estoril 2021 et au tournoi de Córdoba 2022. Il a également atteint huit autres finales, dont celle du Masters 1000 de Monte Carlo de 2017 après avoir battu Andy Murray, no 1 mondial. Son meilleur classement est 17e mondial, obtenu en mai 2017 et sa meilleure performance en Grand Chelem est le ralliement des quarts de finale de Roland-Garros 2016.
Albert Ramos Viñolas est le détenteur du record du nombre de matches remportés en Amérique du Sud depuis la création de l'ATP Tour avec 69 victoires.

## Carrière

### 2011 - 2015: premières saisons sur le circuit ATP, top 50
- 2011 : il intègre le top 100.
- 2012 : il atteint une première finale sur le circuit principal (ATP) à Casablanca. Il intègre le top 50 et atteint la 38e place.
- 2013 : il fait ses débuts en Coupe Davis où il perd contre le Canadien Milos Raonic lors de la rencontre de premier tour. Il atteint une première finale en double.
- 2015 : il bat le no 3 mondial Roger Federer (7-64, 2-6, 6-3) à Shanghai et atteint ainsi les 1/8 de finale d'un Masters 1000.

### 2016:1erquart de finale en Grand Chelem à Roland-Garros, premier titre ATP 250, top 30
Il réalise son meilleur résultat de l'année en Masters 1000 à Indian Wells en battant Chung Hyeon et Nick Kyrgios (7-64, 7-5) pour arriver au troisième tour où il perd contre Gaël Monfils (1-6, 3-6).
Sur la terre battue de Roland-Garros il réalise une superbe quinzaine en allant jusqu'en quarts de finale, une première pour lui en Grand Chelem. Pour ses deux premiers tours, il bat deux Argentins : d'abord Horacio Zeballos (6-3, 4-6, 7-5, 6-0) et ensuite le qualifié Marco Trungelliti (6-3, 6-4, 7-5). Au troisième tour, il vainc la tête de série no 23 Jack Sock (62-7, 6-4, 6-4, 4-6, 6-3) au terme d'un match haletant, puis expédie facilement en huitième Milos Raonic no 9 mondial, (6-2, 6-4, 6-4) en 2 h 19 commettant seulement 13 fautes directes, et s'offrant son deuxième top 10 en carrière,. Il perd assez sèchement en quart contre Stanislas Wawrinka no 4 mondial, (2-6, 1-6, 67-7) en 1 h 55.
À Wimbledon, il réalise sa meilleure performance au All England Club avec un troisième tour en battant Vasek Pospisil (6-4, 3-6, 6-3, 6-4) et la tête de série no 25 Viktor Troicki (3-6, 6-3, 6-3, 2-6, 6-3) avant d'être battu par Richard Gasquet en quatre sets. Juste après, il remporte le premier titre de sa carrière à Båstad en battant deux compatriotes David Ferrer (7-5, 6-4) et ensuite Fernando Verdasco en finale (6-3, 6-4).
Il réalise un dernier bon tournoi à Chengdu, où il bat facilement (6-1, 6-4) en quart Dominic Thiem no 10 mondial et Grigor Dimitrov (7-66, 1-6, 7-63) au terme d'un gros match à suspense pour arriver en finale. Il perd lors d'un match à retournement contre le jeune Karen Khachanov 101e mondial, (7-64, 63-7, 3-6) en près de trois heures.
Il bat son meilleur classement de 2012 en atteignant en fin d'année le top 30 à la 27e place mondiale.

### 2017:1refinale enMasters 1000à Monte-Carlo, top 20
À l'Open d'Australie, il affronte au premier tour Lukáš Lacko et s'incline en 5 sets (6-4, 5-7, 6-1, 4-6, 3-6).
Sur terre battue, au tournoi de Rio de Janeiro, il va jusqu'en demi-finale avant de s'incliner face à Dominic Thiem (1-6, 4-6). Puis la semaine suivante, se qualifie pour la finale au tournoi de São Paulo, battant en plus de trois heures João Sousa (65-7, 7-5, 6-2) en demi-finale. Il perd dans un autre match serré de plus de trois heures et joué sur deux jours en raison de la pluie, face à Pablo Cuevas (7-63, 4-6, 4-6), loupant une occasion de remporter le titre.
Au Masters de Monte-Carlo, il vainc les Argentins Renzo Olivo et Carlos Berlocq facilement, avant de battre en huitièmes de finale le no 1 mondial Andy Murray en 3 sets (2-6, 6-2, 7-5 ; 2 h 33 de jeu). Puis le 8e mondial, Marin Čilić (6-2, 65-7, 6-2) après 2 h 32 de jeu et en demi-finale le 17e mondial, Lucas Pouille (6-3, 5-7, 6-1) après 2 h 15. Il se qualifie pour sa première finale en Masters 1000 où il rencontre Rafael Nadal. Il s'incline sèchement (1-6, 3-6) en 1 h 16, après sa semaine fatigante et dominé dans tous les compartiments du jeu. Puis au tournoi de Barcelone, sur sa forme du moment il passe le jeune qualifié de 18 ans, Casper Ruud (7-66, 6-4) et son compatriote Roberto Bautista-Agut (6-2, 3-6, 6-4) pour atteindre les quarts. Il est vaincu contre Andy Murray prenant sa revanche de Monaco (6-2, 4-6, 64-7) après trois heures de marathon intense et à suspense.

### 2023. Finale à Gstaad
Fin juillet 2023, il accède à sa première finale de l'année à Gstaad, tournoi qu'il avait remporté il y a quatre ans en battant deux Italiens Fabio Fognini (6-1, 2-6, 6-2) et Lorenzo Sonego (6-3, 3-6, 6-4), tête de série numéro trois, ainsi que le Péruvien Juan Pablo Varillas (6-7, 6-1, 6-4) et le Serbe Miomir Kecmanović (6-2, 6-3), tête de série numéro deux. Il cède en finale renversé par l'Argentin Pedro Cachín (6-3, 0-6, 5-7).

### 2025. Retraite
Le 30 mars 2025, il annonce son retrait du circuit à la fin de la saison après plus de 18 ans passés sur les courts.

## Palmarès

### Titres en simple messieurs
| No | Date       | Nom et lieu du tournoi                     | Catégorie | Dotation  | Surface      | Finaliste           | Score          |          |
| -- | ---------- | ------------------------------------------ | --------- | --------- | ------------ | ------------------- | -------------- | -------- |
| 1  | 11-07-2016 | SkiStar Swedish Open, Båstad               | ATP 250   | 463 520 € | Terre (ext.) | Fernando Verdasco   | 6-3, 6-4       | Parcours |
| 2  | 22-07-2019 | J. Safra Sarasin Swiss Open Gstaad, Gstaad | ATP 250   | 524 340 € | Terre (ext.) | Cedrik-Marcel Stebe | 6-3, 6-2       | Parcours |
| 3  | 26-04-2021 | Millennium Estoril Open, Estoril           | ATP 250   | 419 470 € | Terre (ext.) | Cameron Norrie      | 4-6, 6-3, 7-63 | Parcours |
| 4  | 31-01-2022 | Córdoba Open, Córdoba                      | ATP 250   | 430 530 $ | Terre (ext.) | Alejandro Tabilo    | 4-6, 6-3, 6-4  | Parcours |

### Finales en simple messieurs
| No | Date       | Nom et lieu du tournoi                 | Catégorie    | Dotation    | Surface      | Vainqueur               | Score           |          |
| -- | ---------- | -------------------------------------- | ------------ | ----------- | ------------ | ----------------------- | --------------- | -------- |
| 1  | 09-04-2012 | Grand-Prix Hassan II, Casablanca       | ATP 250      | 398 250 €   | Terre (ext.) | Pablo Andújar           | 6-1, 7-65       | Parcours |
| 2  | 26-09-2016 | Chengdu Open, Chengdu                  | ATP 250      | 840 915 $   | Dur (ext.)   | Karen Khachanov         | 64-7, 7-63, 6-3 | Parcours |
| 3  | 27-02-2017 | Brasil Open, São Paulo                 | ATP 250      | 455 565 $   | Terre (ext.) | Pablo Cuevas            | 63-7, 6-4, 6-4  | Parcours |
| 4  | 16-04-2017 | Monte-Carlo Rolex Masters, Monte-Carlo | Masters 1000 | 4 273 775 € | Terre (ext.) | Rafael Nadal            | 6-1, 6-3        | Parcours |
| 5  | 05-02-2018 | Ecuador Open, Quito                    | ATP 250      | 501 345 $   | Terre (ext.) | Roberto Carballés Baena | 6-3, 4-6, 6-4   | Parcours |
| 6  | 29-07-2019 | Generali Open, Kitzbühel               | ATP 250      | 524 340 €   | Terre (ext.) | Dominic Thiem           | 7-60, 6-1       | Parcours |
| 7  | 22-02-2021 | Córdoba Open, Córdoba                  | ATP 250      | 325 270 $   | Terre (ext.) | Juan Manuel Cerúndolo   | 6-0, 2-6, 6-2   | Parcours |
| 8  | 17-07-2023 | EFG Swiss Open Gstaad, Gstaad          | ATP 250      | 562 815 €   | Terre (ext.) | Pedro Cachín            | 3-6, 6-0, 7-5   | Parcours |

### Finale en double messieurs
| No | Date       | Nom et lieu du tournoi      | Catégorie | Dotation  | Surface      | Vainqueurs                    | Partenaire     | Score            |          |
| -- | ---------- | --------------------------- | --------- | --------- | ------------ | ----------------------------- | -------------- | ---------------- | -------- |
| 1  | 08-07-2013 | Skistar Swedish Open Båstad | ATP 250   | 433 770 € | Terre (ext.) | Nicholas Monroe Simon Stadler | Carlos Berlocq | 6-2, 3-6, [10-3] | Parcours |

## Parcours dans les tournois duGrand Chelem

### En simple
| Année | Open d'Australie | Open d'Australie | Internationaux de France | Internationaux de France | Wimbledon       | Wimbledon       | US Open         | US Open            |
| ----- | ---------------- | ---------------- | ------------------------ | ------------------------ | --------------- | --------------- | --------------- | ------------------ |
| 2011  | —                | —                | 2e tour (1/32)           | Robin Söderling          | —               | —               | 1er tour (1/64) | P. Petzschner      |
| 2012  | 1er tour (1/64)  | Tomáš Berdych    | 1er tour (1/64)          | Benoît Paire             | 1er tour (1/64) | Roger Federer   | 2e tour (1/32)  | F. Verdasco        |
| 2013  | 1er tour (1/64)  | Márcos Baghdatís | 1er tour (1/64)          | Jerzy Janowicz           | 1er tour (1/64) | J. M. del Potro | 1er tour (1/64) | Bernard Tomic      |
| 2014  | 1er tour (1/64)  | Pablo Andújar    | 1er tour (1/64)          | A. Dolgopolov            | —               | —               | 1er tour (1/64) | Sam Groth          |
| 2015  | 1er tour (1/64)  | Andrey Kuznetsov | 1er tour (1/64)          | Pablo Andújar            | 2e tour (1/32)  | J.-W. Tsonga    | 1er tour (1/64) | S. Wawrinka        |
| 2016  | 2e tour (1/32)   | Marin Čilić      | 1/4 de finale            | S. Wawrinka              | 3e tour (1/16)  | Richard Gasquet | 2e tour (1/32)  | Andrey Kuznetsov   |
| 2017  | 1er tour (1/64)  | Lukáš Lacko      | 1/8 de finale            | Novak Djokovic           | 3e tour (1/16)  | Milos Raonic    | 2e tour (1/32)  | Nicolas Mahut      |
| 2018  | 3e tour (1/16)   | Novak Djokovic   | 3e tour (1/16)           | J. M. del Potro          | 1er tour (1/64) | Stéphane Robert | 1er tour (1/64) | Karen Khachanov    |
| 2019  | 1er tour (1/64)  | Márton Fucsovics | 1er tour (1/64)          | Laslo Djere              | 1er tour (1/64) | Steve Johnson   | 1er tour (1/64) | Gaël Monfils       |
| 2020  | 1er tour (1/64)  | Alex Bolt        | 2e tour (1/32)           | Márton Fucsovics         | Annulé          | Annulé          | 1er tour (1/64) | Stéfanos Tsitsipás |
| 2021  | 1er tour (1/64)  | Taylor Fritz     | 1er tour (1/64)          | Gaël Monfils             | 1er tour (1/64) | Fabio Fognini   | 2e tour (1/32)  | Alexander Zverev   |
| 2022  | 1er tour (1/64)  | Sebastián Báez   | 2e tour (1/32)           | Carlos Alcaraz           | 1er tour (1/64) | Casper Ruud     | 2e tour (1/32)  | Marin Čilić        |
| 2023  | 1er tour (1/64)  | Maxime Cressy    | 1er tour (1/64)          | S. Wawrinka              | 1er tour (1/64) | Hubert Hurkacz  | 1er tour (1/64) | Alex Michelsen     |
| 2024  | 1er tour (1/64)  | Casper Ruud      | Q1                       | Andrea Vavassori         | —               | —               | 1er tour (1/64) | Matteo Berrettini  |
| 2025  | —                | —                | 1er tour (1/64)          | Casper Ruud              |                 |                 |                 |                    |

N.B. : à droite du résultat se trouve le nom de l'ultime adversaire.

### En double messieurs
| Année | Open d'Australie                                                                            | Open d'Australie                                                                            | Internationaux de France                                                                 | Internationaux de France                                                                  | Wimbledon | Wimbledon                                                                               | US Open                                                                                 | US Open |
| ----- | ------------------------------------------------------------------------------------------- | ------------------------------------------------------------------------------------------- | ---------------------------------------------------------------------------------------- | ----------------------------------------------------------------------------------------- | --------- | --------------------------------------------------------------------------------------- | --------------------------------------------------------------------------------------- | ------- |
| 2011  | —                                                                                           | —                                                                                           | —                                                                                        | —                                                                                         | —         | —                                                                                       | 1er tour (1/32) A. Dolgopolov \|\| style="text-align:left;" \| M. Bhupathi Leander Paes |         |
| 2012  | 1er tour (1/32) A. Montañés \|\| style="text-align:left;" \| Scott Lipsky Rajeev Ram        | 1er tour (1/32) R. Ramírez \|\| style="text-align:left;" \| M. Llodra N. Zimonjić           | 1er tour (1/32) R. Ramírez \|\| style="text-align:left;" \| A. Clément M. Llodra         | 1er tour (1/32) R. Ramírez \|\| style="text-align:left;" \| B. Paire É. Roger-Vasselin    |           |                                                                                         |                                                                                         |         |
| 2013  | 1er tour (1/32) L. Mayer \|\| style="text-align:left;" \| Robin Haase Igor Sijsling         | 1er tour (1/32) G. García \|\| style="text-align:left;" \| A. Begemann M. Emmrich           | 1er tour (1/32) L. Mayer \|\| style="text-align:left;" \| M. Bhupathi J. Knowle          | 2e tour (1/16) F. Fognini \|\| style="text-align:left;" \| M. Llodra N. Mahut             |           |                                                                                         |                                                                                         |         |
| 2014  | 1er tour (1/32) F. Delbonis \|\| style="text-align:left;" \| Łukasz Kubot R. Lindstedt      | —                                                                                           | —                                                                                        | —                                                                                         | —         | —                                                                                       | —                                                                                       |         |
| 2015  | 1er tour (1/32) F. Delbonis \|\| style="text-align:left;" \| C. Guccione Lleyton Hewitt     | 1er tour (1/32) A. Bedene \|\| style="text-align:left;" \| F. Čermák Jiří Veselý            | 1er tour (1/32) A. Seppi \|\| style="text-align:left;" \| J. Erlich P. Petzschner        | 1er tour (1/32) Sergey Betov \|\| style="text-align:left;" \| L. Pouille S. Stakhovsky    |           |                                                                                         |                                                                                         |         |
| 2016  | 1er tour (1/32) D. Muñoz \|\| style="text-align:left;" \| Marc López Feliciano López        | 1er tour (1/32) Jiří Veselý \|\| style="text-align:left;" \| J. Benneteau É. Roger-Vasselin | 1er tour (1/32) F. López \|\| style="text-align:left;" \| J. Benneteau É. Roger-Vasselin | 1er tour (1/32) C. Berlocq \|\| style="text-align:left;" \| R. Lindstedt A.-U.-H. Qureshi |           |                                                                                         |                                                                                         |         |
| 2017  | 1er tour (1/32) Dustin Brown \|\| style="text-align:left;" \| N. Zimonjić Mischa Zverev     | 1er tour (1/32) F. Bagnis \|\| style="text-align:left;" \| A. Molteni A. Shamasdin          | 1er tour (1/32) C. Berlocq \|\| style="text-align:left;" \| J. S. Cabal Robert Farah     | 1er tour (1/32) C. Berlocq \|\| style="text-align:left;" \| J. S. Cabal L. Mayer          |           |                                                                                         |                                                                                         |         |
| 2018  | 1/8 de finale Pablo Andújar \|\| style="text-align:left;" \| Sam Groth Lleyton Hewitt       | 1er tour (1/32) Jiří Veselý \|\| style="text-align:left;" \| Mirza Bašić Damir Džumhur      | 1er tour (1/32) Paolo Lorenzi \|\| style="text-align:left;" \| Jamie Murray Bruno Soares | 1er tour (1/32) Guido Pella \|\| style="text-align:left;" \| Jamie Murray Bruno Soares    |           |                                                                                         |                                                                                         |         |
| 2019  | 1er tour (1/32) P. Gojowczyk \|\| style="text-align:left;" \| Adrian Mannarino Andreas Mies | —                                                                                           | —                                                                                        | —                                                                                         | —         | 2e tour (1/16) Jozef Kovalík \|\| style="text-align:left;" \| Łukasz Kubot Marcelo Melo |                                                                                         |         |
| 2020  | 1er tour (1/32) Marc López \|\| style="text-align:left;" \| Chris Guccione Matt Reid        | 1er tour (1/32) G. Mager \|\| style="text-align:left;" \| Marcelo Arévalo Jonny O'Mara      | Annulé                                                                                   | Annulé                                                                                    | —         | —                                                                                       |                                                                                         |         |
| 2021  | 1er tour (1/32) G. Durán \|\| style="text-align:left;" \| Max Purcell Luke Saville          | 1er tour (1/32) R. Berankis \|\| style="text-align:left;" \| Dan Added J.-W. Tsonga         | 1er tour (1/32) F. Bagnis \|\| style="text-align:left;" \| P.-H. Herbert Nicolas Mahut   | 1er tour (1/32) P. Martínez \|\| style="text-align:left;" \| A. Golubev Andreas Mies      |           |                                                                                         |                                                                                         |         |
| 2022  | 1er tour (1/32) F. Coria \|\| style="text-align:left;" \| L. Glasspool H. Heliövaara        | 2e tour (1/16) B. Paire \|\| style="text-align:left;" \| Hugo Nys J. Zieliński              | 1er tour (1/32) B. Paire \|\| style="text-align:left;" \| N. Mektić Mate Pavić           | 1er tour (1/32) B. Zapata \|\| style="text-align:left;" \| A. Behar G. Escobar            |           |                                                                                         |                                                                                         |         |
| 2023  | 1er tour (1/32) B. Zapata \|\| style="text-align:left;" \| B. McLachlan Y. Nishioka         | 1er tour (1/32) B. Zapata \|\| style="text-align:left;" \| Ariel Behar A. Pavlásek          | —                                                                                        | —                                                                                         | —         | —                                                                                       |                                                                                         |         |

N.B. : le nom du partenaire se trouve sous le résultat ; le nom des ultimes adversaires se trouve à droite.

## Parcours dans lesMasters 1000
| Année | Indian Wells            | Miami                   | Monte-Carlo              | Madrid                | Rome                      | Canada                   | Cincinnati             | Shanghai                   | Paris                |
| ----- | ----------------------- | ----------------------- | ------------------------ | --------------------- | ------------------------- | ------------------------ | ---------------------- | -------------------------- | -------------------- |
| 2011  | —                       | —                       | —                        | —                     | —                         | —                        | —                      | 2e tour A. Dolgopolov      | —                    |
| 2012  | 3e tour P. Andújar      | 3e tour R. Gasquet      | 1er tour K. Nishikori    | 1er tour F. Delbonis  | 1er tour D. Nalbandian    | —                        | 1er tour R. Štěpánek   | 1er tour S. Wawrinka       | 2e tour N. Almagro   |
| 2013  | 2e tour Marin Čilić     | 1/8 de finale J. Melzer | 2e tour F. Fognini       | —                     | 2e tour Kohlschreiber     | —                        | —                      | —                          | —                    |
| 2014  | —                       | —                       | 2e tour G. Dimitrov      | 2e tour D. Ferrer     | —                         | —                        | —                      | —                          | —                    |
| 2015  | 3e tour N. Djokovic     | 2e tour A. Mannarino    | 2e tour N. Djokovic      | 2e tour D. Ferrer     | —                         | —                        | —                      | 1/8 de finale J.-W. Tsonga | —                    |
| 2016  | 3e tour G. Monfils      | 2e tour R. Gasquet      | 1er tour R. Bautista     | 2e tour J.-W. Tsonga  | 2e tour T. Berdych        | —                        | 1er tour F. Verdasco   | 1er tour F. Fognini        | 2e tour J.-W. Tsonga |
| 2017  | 3e tour D. Goffin       | 2e tour Jiří Veselý     | Finale R. Nadal          | 1er tour Schwartzman  | 1er tour John Isner       | 1er tour Robin Haase     | 1/8 de finale R. Nadal | 1/4 de finale Marin Čilić  | 2e tour P. Cuevas    |
| 2018  | 2e tour Borna Ćorić     | —                       | 2e tour P. Kohlschreiber | 2e tour P. Cuevas     | 1/8 de finale N. Djokovic | 1er tour P.-H. Herbert   | 1er tour K. Khachanov  | 1er tour M. Kukushkin      | —                    |
| 2019  | 3e tour G. Monfils      | 3e tour John Isner      | —                        | 1er tour J. Chardy    | 2e tour D. Schwartzman    | —                        | —                      | 2e tour R. Federer         | —                    |
| 2020  | n.o.                    | n.o.                    | n.o.                     | n.o.                  | 1er tour K. Nishikori     | n.o.                     | —                      | n.o.                       | 1er tour M. Giron    |
| 2021  | 3e tour N. Basilashvili | —                       | 1er tour J. Sinner       | 2e tour F. Delbonis   | —                         | 1er tour Marin Čilić     | 2e tour M. Berrettini  | n.o.                       | 1er tour I. Ivashka  |
| 2022  | —                       | 2e tour S. Korda        | 1/8 de finale H. Hurkacz | 1er tour Marin Čilić  | 1er tour T. Paul          | 1/8 de finale H. Hurkacz | 1er tour F. Fognini    | n.o.                       | 1er tour P. Carreño  |
| 2023  | 1er tour A. Molčan      | 1er tour M.-A. Hüsler   | 1er tour J.-L. Struff    | 2e tour A. Davidovich | 2e tour C. Alcaraz        | —                        | —                      | —                          | —                    |
| 2024  | —                       | —                       | —                        | 1er tour P. Kotov     | —                         |                          |                        |                            |                      |

N.B. : sous le résultat se trouve le nom de l’ultime adversaire.

## Parcours enCoupe Davis
| #                                                            | Date          | Lieu      | Surface    | Gagnant(s)           | Perdant(s)           | Score               |          |
|                                                              |               |           |            |                      |                      |                     |          |
| 2013 - 1er tour (groupe mondial) - Canada - Espagne 3:2      |               |           |            |                      |                      |                     |          |
| 1                                                            | 01-03/02/2013 | Vancouver | Dur (int.) | Milos Raonic         | Albert Ramos-Viñolas | 65-7, 6-4, 6-4, 6-4 | Parcours |
| 1                                                            | 01-03/02/2013 | Vancouver | Dur (int.) | Albert Ramos-Viñolas | Frank Dancevic       | 7-5, 6-4            | Parcours |
|                                                              |               |           |            |                      |                      |                     |          |
| 2017 - 1/4 de finale (groupe mondial) - Serbie - Espagne 4:1 |               |           |            |                      |                      |                     |          |
| 2                                                            | 07-09/04/2017 | Belgrade  | Dur (int.) | Novak Djokovic       | Albert Ramos-Viñolas | 6-3, 6-4, 6-2       | Parcours |
| 2                                                            | 07-09/04/2017 | Belgrade  | Dur (int.) | Albert Ramos-Viñolas | Nenad Zimonjić       | 6-2, 6-1            | Parcours |

## Victoires sur le top 10
Toutes ses victoires sur des joueurs classés dans le top 10 de l'ATP lors de la rencontre.
| Légende         |
| Grand Chelem    |
| Masters         |
| Jeux olympiques |
| Masters 1000    |
| 500 Series      |
| 250 Series      |
| Coupe Davis     |

| # | A.R-V. | Tournoi       | Année | Surface      | Adversaire        | Rang  | Tour | Score            |
| - | ------ | ------------- | ----- | ------------ | ----------------- | ----- | ---- | ---------------- |
| 1 | no 70  | Shanghai      | 2015  | Dur          | Roger Federer     | no 3  | 1/16 | 7-64, 2-6, 6-3   |
| 2 | no 55  | Roland-Garros | 2016  | Terre battue | Milos Raonic      | no 9  | 1/8  | 6-2, 6-4, 6-4    |
| 3 | no 31  | Chengdu       | 2016  | Dur          | Dominic Thiem     | no 10 | 1/4  | 6-1, 6-4         |
| 4 | no 24  | Monte-Carlo   | 2017  | Terre battue | Andy Murray       | no 1  | 1/8  | 2-6, 6-2, 7-5    |
| 5 | no 24  | Monte-Carlo   | 2017  | Terre battue | Marin Čilić       | no 8  | 1/4  | 6-2, 65-7, 6-2   |
| 6 | no 41  | Rome          | 2018  | Terre battue | John Isner        | no 9  | 1/16 | 7-65, 62-7, 7-65 |
| 7 | no 47  | Córdoba       | 2021  | Terre battue | Diego Schwartzman | no 9  | 1/4  | 6-1, 4-6, 6-3    |
| 8 | no 37  | Monte-Carlo   | 2022  | Terre battue | Cameron Norrie    | no 10 | 1/16 | 6-4, 2-6, 6-4    |

## Classements ATP en fin de saison
| Année          | 2004 | 2005 | 2006 | 2007 | 2008 | 2009 | 2010 | 2011 | 2012 | 2013 | 2014 | 2015 | 2016 | 2017 | 2018 | 2019 | 2020 | 2021 | 2022 | 2023 | 2024 |
| Rang en simple | 1447 | 1254 | 779  | 707  | 452  | 168  | 123  | 66   | 50   | 83   | 63   | 54   | 27   | 23   | 65   | 41   | 46   | 45   | 39   | 89   | 165  |
| Rang en double | –    | –    | 1467 | 1097 | 618  | 433  | 493  | 548  | 354  | 207  | –    | 603  | 578  | 150  | 328  | 292  | 501  | –    | 331  | –    | –    |

Source : (en) Classements de Albert Ramos-Viñolas sur le site officiel de la Fédération internationale de tennis